# The Year of the Voyager
The Year of the Voyager è un album dal vivo del gruppo musicale thrash metal statunitense Nevermore, pubblicato dalla Century Media nel 2008.

## Il disco
Pubblicato sotto forma di doppio dvd, doppio cd e come limited edition, contenente sia il doppio dvd che il doppio cd. Successivamente è stata distribuita anche un'ulteriore limited edition composta da 3 LP.
Il lavoro contiene l'intero concerto tenuto il 20 ottobre 2006 allo Zeche a Bochum in Germania; sono presenti anche riprese da altri live:
-	Century Media USA 10° Anniversary Party al The Roxy a Los Angeles (18 settembre 2001)
-	Gigantour al Bell Centre a Montreal in Canada (2 settembre 2005)
-	Metal Mania Festival allo Spodek a Katowic in Polonia (4 marzo 2006)
-	Wacken Open Air a Wacken in Germania (4 agosto 2006)
Sono stati inoltre aggiunti dei materiali bonus nella versione dvd.
Nella versione doppio CD troviamo solo i brani del live allo Zeche,

## Tracce DVD 1

### Zeche, Bochum
1. Final Product
2. My Acid Words
3. What Tomorrow Knows/Garden of Gray
4. Next in Line
5. Enemies of Reality
6. I, Voyager
7. The Politics of Ecstacy
8. The River Dragon Has Come
9. I Am the Dog
10. Dreaming Neon Black
11. Matricide
12. Dead Heart in a Dead World
13. Inside Four Walls
14. The Learning
15. Sentient 6
16. Narcosynthesis
17. The Heart Collector
18. Born
19. This Godless Endeavor

## Tracce DVD 2

### Gigantour
1. Born
2. Enemies of Reality

### Metal Mania Festival
1. Final Product
2. The Heart Collector
3. Enemis of Reality
4. The Seven Tongues of God

### Wacken Open Air
1. Final Product
2. Narcosynthesis
3. Engines of Hate
4. Born

### Century Media USA 10° Anniversary
1. Engines of Hate
2. Beyond Within

### Videoclip
1. What Tomorrow Knows
2. Next in Line
3. Believe in Nothing
4. I, Voyager
5. Enemies of Reality
6. Final Product
7. Born
8. Narcosynthesis

### Trailers
1. Nevermore – The Year of the Voyager
2. Paradise Lost – Over the Madness
3. Strapping Young Lad – 1994-2006 Chaos Years

## Tracce CD

### Disc 1
1. Final Product
2. My Acid Words
3. What Tomorrow Knows/Garden of Gray
4. Next in Line
5. Enemies of Reality
6. I, Voyager
7. The Politics of Ecstacy
8. The River Dragon Has Come
9. I Am the Dog
10. Dreaming Neon Black

### Disc 2
1. Matricide
2. Dead Heart in a Dead World
3. Inside Four Walls
4. The Learning
5. Sentient 6
6. Narcosynthesis
7. The Heart Collector
8. Born
9. This Godless Endeavor

## Formazioni

### Bochum e Wacken
- Warrel Dane - voce
- Jeff Loomis - chitarra
- Chris Broderick - chitarra
- Jim Sheppard - basso
- Van Williams - batteria

### Gigantour e Metal Mania Festival
- Warrel Dane - voce
- Jeff Loomis - chitarra
- Steve Smyth - chitarra
- Jim Sheppard - basso
- Van Williams - batteria

### Roxy
- Warrel Dane - voce
- Jeff Loomis - chitarra
- Curran Murphy - chitarra
- Jim Sheppard - basso
- Van Williams - batteria